# أيوب علي
أبو الخير محمد أيوب علي الماتريدي (1919–1995) كان عالمًا إسلاميًا بنغاليًا ومؤلفًا وتربويًا.  حصل على جائزة Ekushey Padak في عام 1976 من قبل حكومة بنغلاديش.

## النشأة والتعليم
ولد أيوب علي في عام 1919، لعائلة بنغالية في قرية تيليخالي في فيروزبور، منطقة باقرغنج، رئاسة البنغال. كان والده عبد الواحد مولوياً، ووالدته عابدة خاتون ربة منزل.

## تعليم
درس أيوب علي في المدرسة العالية في كلكاتا ، وحصل على شهادة العالمية عام 1933، والفاضل عام 1936، والكامل عام 1938  ثم التحق بجامعة داكا حيث حصل على درجة البكالوريوس مع مرتبة الشرف والماجستير في الدراسات الإسلامية في عامي 1943 و1944 على التوالي. حصل علي على منحة راجا كالي ناراين (واحدة من أرقى المنح الدراسية في الجامعة).  حصل على درجة الماجستير الثانية في اللغة الفارسية من نفس الجامعة عام 1950. ثم درس في جامعة الأزهر في القاهرة بمصر حيث حصل على الدبلوم العالمية عام 1953 والدكتوراه. في عام 1955.

## حياة مهنية
انضم أيوب علي إلى كلية داكا كمحاضر في عام 1944. ثم شغل منصب مدير المدرسة العالية بِراجشاهي [الإنجليزية] بين عامي 1958 و1969، والمدرسة العالية الحكومية بِسِلْهَت بين عامي 1970 و1973،  ثم في المدرسة العالية الحكومية بِداكا من عام 1973 إلى عام 1979. وقد كتب العديد من الكتب باللغات الإنجليزية والبنغالية والعربية.   في عام 1976، حصل على جائزة إكوشي فدك من حكومة بنغلاديش لمساهماته الأدبية.

## موت
توفي أيوب علي عام 1995.

## يعمل
- تاريخ التعليم الإسلامي التقليدي في بنغلاديش (باللغة الإنجليزية)
- عقيدة الإسلام والإمام الماتريدي (باللغة العربية) عقيدة الإسلام والإمام الماتريدي (1983)